# 科瑟河 (紹爾加斯特河支流)
50°6′28″N 11°36′34″E / 50.10778°N 11.60944°E
科瑟河是德國的河流，位於該國東南部，由巴伐利亞負責管轄，屬於紹爾加斯特河的右支流，河道全長14公里，流域面積38平方公里，流經庫爾姆巴赫縣。